# La salamandra (romanzo)
La salamandra (The Salamander) è un romanzo di Morris West, pubblicato nel 1973.
Il libro è stato tradotto in francese, spagnolo, finlandese, turco, norvegese, svedese, neogreco, portoghese, olandese, danese, sloveno, croato, tedesco, polacco, ebraico, bulgaro, oltre che in italiano.

## Trama
La vicenda si svolge in Italia in un anno tra il 1970 e il 1972. Lo scenario va da Roma, a Milano, dalla Svizzera a Venezia, e soprattutto in una grande tenuta chiamata Pedognana.
A Roma, il principe e generale Massimo Pantaleone viene trovato morto nella sua villa. Il caso è archiviato come suicidio, ma ben presto, un giovane colonnello dei carabinieri, assegnato ai Servizi di Sicurezza italiani, comprende che Pantaleone stava organizzando un colpo di Stato. A mettere sulla pista il colonnello, di nome Dante Alighieri Matucci, è un cartoncino finissimo con una salamandra disegnata e una frase emblematica sopra: "Un bel domani, fratello!"
I sospetti di Matucci divengono realtà quando, affidate le carte di Pantaleone al suo avvocato perché le conservi per poche ore, questo viene assassinato insieme al carabiniere che doveva garantire la sicurezza della procedura. Perciò le indagini si fanno più stringenti e una giovane polacca, Lili Anders, già amante di Pantaleone, ma in realtà un'agente di spionaggio, porta Matucci a trovare i duplicati della documentazione all'isola di Ponza.
Intanto, un collega anziano di Matucci, Stefanelli detto Steffi, scopre l'esistenza di un fratello naturale di Pantaleone: quest'uomo si era chiamato Salamandra, ma poi aveva mutato la propria identità in quella di Bruno Manzini e Salamandra era rimasto il suo nome in codice durante la Resistenza partigiana. E Manzini, di radicati sentimenti democratici, comincia a collaborare con Matucci, offrendogli per prima cosa le prove che il fratello (Pantaleone) è stato assassinato, tolto di mezzo per mettere un altro uomo alla testa del fallito colpo di stato.
Il nuovo prescelto è un generale dell'Arma dei carabinieri di nome Leporello. Ma il comandante superiore di Matucci, con la scusa dei vari assassinii, anziché appoggiarlo nelle indagini, lo solleva dal servizio e lo spedisce in Svizzera, in licenza forzata. Perciò Matucci, che nel frattempo ha intrapreso un rapporto con Lili Anders, si ritrova a ricorrere a Manzini, al fine di non permettere una dittatura di destra, con conseguenti reazioni violente delle sinistre e la prospettiva molto probabile di un bagno di sangue.
Manzini è tanto ricco e potente da consentire a Matucci di condurre ulteriori indagini, in stato di quasi illegalità. Si raccolgono le prove che Leporello sta circondandosi di cellule armate tra i sottoposti e si serve di un capitano, Matteo Roditi, per gli adescamenti. Tra questi ci sono anche sicari prezzolati, come un tale Giuseppe Balbo, assassinato in un club perché sapeva troppo e aveva assolto il suo incarico. Tuttavia, nell'estremo pericolo cui Matucci si espone, e pur avendo sventato tranelli molto astuti, un giorno viene arrestato a Venezia con facilità.
In seguito Matucci subisce una lunga tortura psicologica, dalla quale può uscire solo grazie alle relazioni di Manzini e alle cure che l'amico gli garantisce. Anche Matteo Roditi subisce un trattamento analogo, più prolungato, che lo riduce a uno stato di demenza pura. E Lili Anders torna in Italia per sposare Matucci che è innamorato di lei, ma si ritrova in carcere e con le peggiori prospettive. L'insieme di queste trame non può promanare solo da Leporello; egli deve avere un complice più potente e intelligente. Questi è il comandante di Mattucci e incriminarlo sembra un'impresa particolarmente ardua
Ma ancora una volta Manzini supera se stesso. Dopo aver ingaggiato un regista e fatto girare un filmato in cui si espongono fatti e accuse, egli organizza un sontuoso ricevimento e obbliga gli ospiti a guardare questo film. E Matucci può sciorinare finalmente gli orrori vissuti. Si assicura a tutti gli ospiti (ministri, industriali e militari) che in cambio della punizione dei colpevoli, nessuno saprà mai quale rischio ha corso la nazione, né quali illegalità sono state perpetrate.
Leporello è totalmente rovinato e si rifugia in uno stato catatonico che impedisce di interrogarlo, ma il comandante gioca una carta che Manzini aveva previsto: si dichiara pronto alle dimissioni e all'espatrio, a farsi sostituire da Matucci al vertice del servizio di Sicurezza, visto che in un processo le accuse verso di lui sarebbero molto difficili da provare. Mattucci non è in grado di sfuggire a questa logica e deve accettare. Divenuto potente e riverito, scopre che Lili (che in realtà era stata rapita e portata in Italia suo malgrado), non lo vuole sposare, pur amandolo. Per lei, innamorata di un uomo retto, il nuovo Matucci è troppo complesso, come lo è l'intera realtà italiana che ha conosciuto. Così Matucci resta vincitore, ma solo.

## Personaggi
- Bruno Manzini (la salamandra) - Anziano, ricchissimo e pieno di relazioni. Ha dato la caccia ai nazisti che arrestarono gli ebrei di Roma durante l'occupazione tedesca nella Seconda guerra mondiale. Ha conosciuto anche profonde umiliazioni (il padre che non lo ha riconosciuto e lo ha riempito di denaro) e perciò è un maestro dell'arte del compromesso e del sopravvivere;
- Dante Alighieri Matucci - Fiero, intelligente, colto e testardo, è stato educato all'amor di Patria e alla rettitudine morale dal padre, esiliato ai tempi del fascismo;
- Lili Anders - Giovane spia, posta accanto a un uomo influente (Pantaleone);
- Massimo Pantaleone - principe romano; corrotto e vizioso, sembra il candidato ideale per guidare un colpo di Stato;
- Leporello - psicolabile, abilmente manovrato da una moglie ambiziosa, si macchia di molti crimini, salvo poi fuggire dalla realtà;
- Elena Leporello - Donna bellissima e intrigante, tiene in pugno il marito e Matteo Roditi, che è il suo amante;
- Matteo Roditi - Onnipresente, fa ogni cosa che gli viene richiesta da Leporello, ma è una semplice pedina che viene gettata via perché non rechi danno.
- Il Comandante (principe Filippo Baldassare) - Figura enigmatica. Ha smesso di servire lo Stato per fare manovre politiche. Nel corso del libro viene sempre definito come "Comandante" e solo alla fine si scopre che anch'egli è un principe romano, come Pantaleone.

## Opere derivate
Nel 1981 è stato realizzato il film La salamandra (The Salamander), con Franco Nero e Anthony Quinn, regia di Peter Zinner.

## Edizioni in italiano
- Morris L. West, La salamandra, traduzione di Maria Basaglia, ed. Mondadori, Milano 1974;